# Aremberg
Aremberg é um município da Alemanha localizado no distrito de Ahrweiler, no estado da Renânia-Palatinado. É membro da associação municipal de Verbandsgemeinde Adenau.

## Demografia
Evolução da população (em 31 de dezembro de cada ano):
| - 1815 – 234 - 1835 – 210 - 1871 – 221 - 1905 – 220 - 1939 – 491 - 1950 – 286 | - 1961 – 268 - 1965 – 269 - 1970 – 267 - 1975 – 245 - 1980 – 224 - 1985 – 213 | - 1987 – 221 - 1990 – 237 - 1995 – 280 - 2000 – 288 - 2005 – 249 |